# Kakaó (ital)
A kakaó egy nagyrészt tejből, és kakaóporból készült ital. Hidegen és melegen is fogyasztható.

## Eredete
A kakaó elődjét a maják hozták létre: első csokoládéitalt  körülbelül 2500–3000 évvel ezelőtt, a kakaóital pedig i. sz. 1400-ban az azték kultúra lényeges részét képezte, amikor is xocōlātl néven emlegették.
Xocolatl: Magyarra fordítva "csípős ital" fűszerekkel őrölt kakaóbabból készült, és italként szolgált.